# Бём, Йозеф Георг

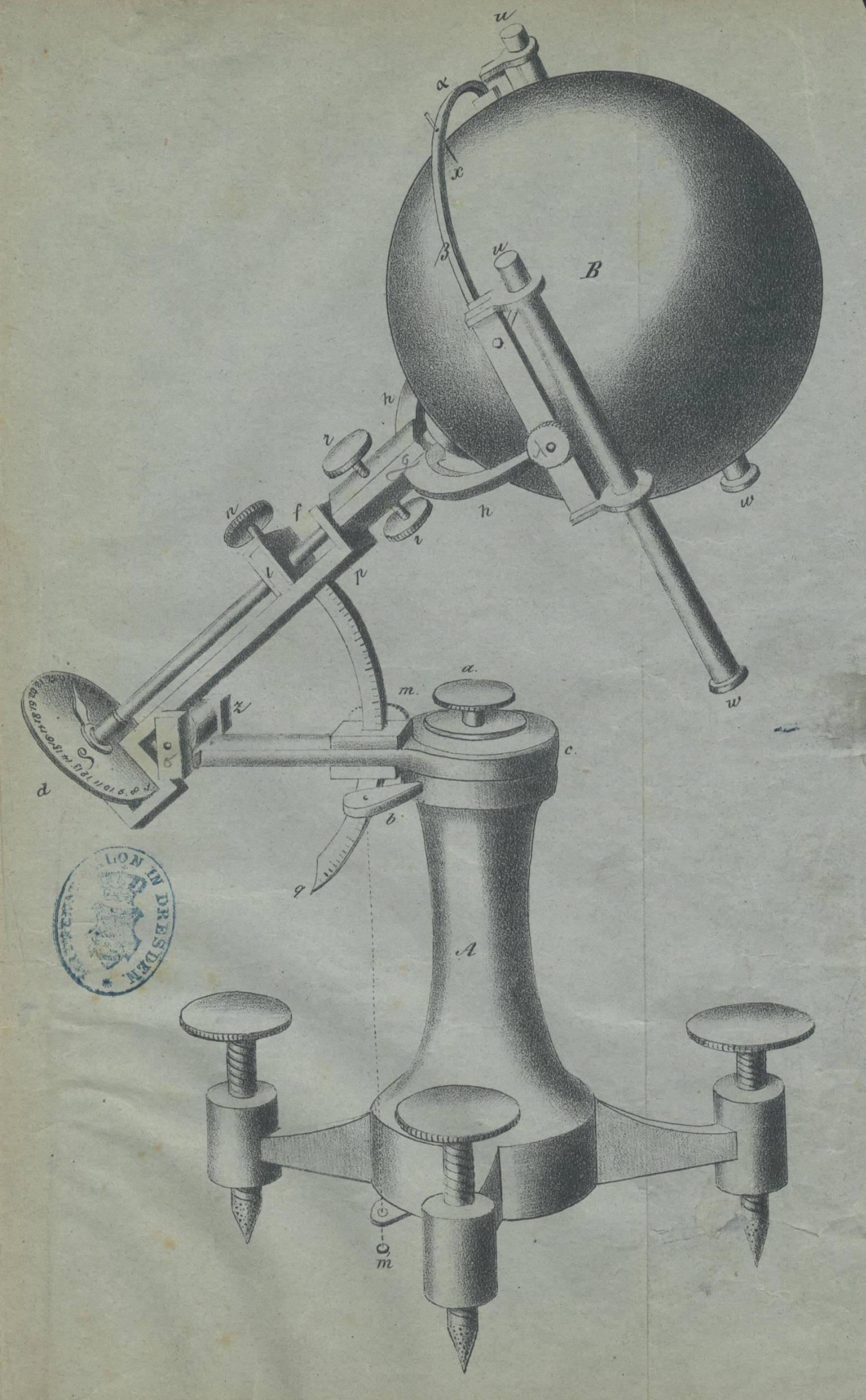
Ураноскоп Й. Бёма

Йозеф Георг Бём (28 марта 1807, Рождяловице, Богемия, Австрийская империя — 26 января 1868, Прага) — австрийский астроном, астрофизик,
математик, педагог, ректор.

## Биография
Сперва обучался в духовной семинарии. Затем перешёл на факультет искусств Карлова университета, где одновременно посещал лекции по математике, физике и астрономии. После его окончания в 1833 году стал работать в Венской обсерватории в Вене ассистентом Йозефа Иоганна Литрова.
Позже — профессор математики Зальцбургского университета. В 1839 году был назначен ординарным профессором математики и практической геометрии в Инсбрукского университета. В 1848 году был избран ректором университета в Инсбруке.
В то же время был секретарём Тирольского сельскохозяйственного общества.
В 1852 году Й. Бём был назначен директором Пражской обсерватории. Одновременно — профессор теоретической и практической астрономии в Пражском университете. Возглавлял комитет по организации реставрационных работ Пражских курантов.
В 1863 году перенёс тяжелую пневмонию, от последствий которой так и не оправился. 26 января 1868 года умер в Пражском Клементинуме от туберкулёза лёгких.

## Научная деятельность
Занимался исследованиями в области астрономии, физики, геомагнетизма, метеорологии, баллистики и сельского хозяйства.
В астрономии учёного, в первую очередь, интересовали солнечные пятна и вопросы вращения Солнца. Им был разработан новый метод одновременного определения широты и азимута видимого движения небесной сферы.
Им также изобретён Ураноскоп, устройство для более легкой идентификации звёзд. Инструмент направленный на звезду, указывает на подсоединенном к нему небесном глобусе на наблюдаемый звёздный объект.
Член Королевского чешского научного общества с 1853 года. Член Леопольдины (с 1857).

## Избранные труды
- Ueber eine durch mehrfache Versuche bewährte, sehr einfache und leicht ausführbare Methode, unfruchtbaren Kühen zur Fruchtbarkeit zu verhelfen. Innsbruck 1844
- Beschreibung des Uranoscop’s und Anleitung zu dessen vollständigem Gebrauche, das ist zur leichten, genauen und sicheren Kenntniß des gestirnten Himmels und seiner Wunder. Innsbruck 1847
- Ueber die Tiroler Landesvertheidigung des Jahres 1848 im Allgemeinen und über den Antheil der Innsbrucker Universität an derselben. Innsbruck 1849
- Beobachtungen von Sonnenflecken und Bestimmung der Rotations-Elemente der Sonne. 1852
- Beobachtungen von Sonnenflecken in den Jahren 1833, 1834, 1835 und 1836. (Beobachtungsort: Die k.k. Universitäts-Sternwarte in Wien). 1852
- Methode, geographische Breite und Azimut zugleich aus blossen Azimut-Beobachtungen der Circumpolar-Sterne, ohne Kenntniss und Hilfe der Zeit, auf das Genaueste zu finden : Bestimmung der geographischen Breite von Innsbruck. Prag 1855
- Ueber die geographische Breite von Prag. Prag 1857
- Beschreibung eines Uranoscops und Anleitung mittels desselben auf eine höchst leichte, genaue und sichere Weise den gestirnten Himmel und seine Wunder kennen zu lernen. Prag 1860
- Ballistische Versuche und Studien mit besonderer Rücksicht auf die neuen weittragenden Gewehre der Kais. Prag 1861.
- Beschreibung der alterthümlichen Prager Rathhaus-Uhr. Prag 1867
- Kleines logarithmisch-trigonometrisches Handbuch. Innsbruck 1882
- Die Kunst-Uhren auf d. k. k. Sternwarte zu Prag. Prag 1908

## Награды
- Рыцарский крест Императорского австрийского ордена Франца Иосифа
- Орден Альбрехта
- Орден Данеброг